# Patrick Joseph McGrath

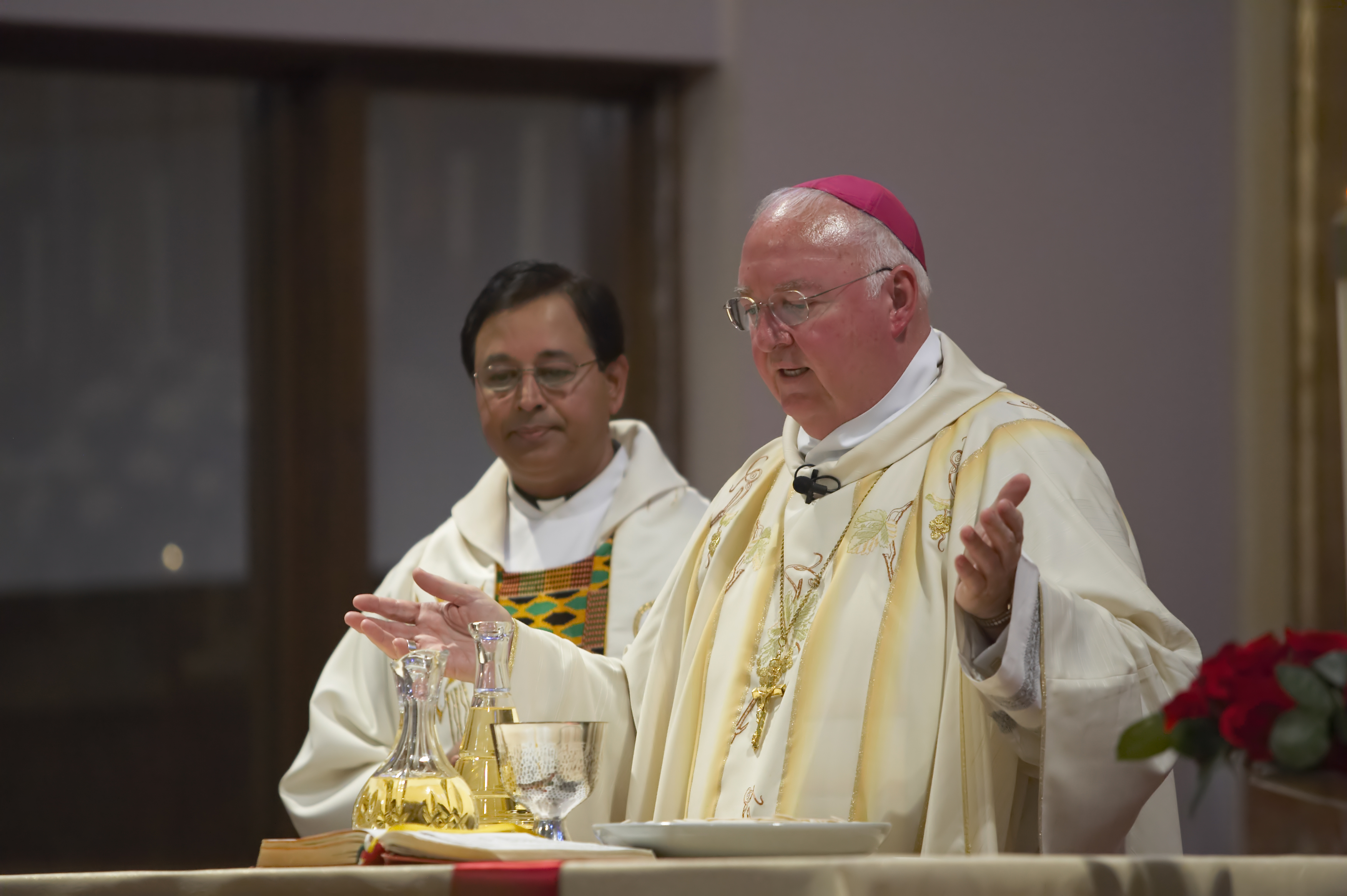
Patrick Joseph McGrath (Juni 2007)

Bischofswappen von Patrick Joseph McGrath

Patrick Joseph McGrath (* 11. Juni 1945 in Dublin, Irland; † 7. Mai 2023) war ein irisch-US-amerikanischer römisch-katholischer Geistlicher und Bischof von San Jose in California.

## Leben
Patrick Joseph McGrath besuchte die Schulen der Sisters of the Holy Faith und der Maristen-Schulbrüder in Dublin. Ab 1964 studierte er Philosophie und Katholische Theologie am Priesterseminar St. John in Waterford. Am 7. Juni 1970 empfing er in der Kathedrale Most Holy Trinity in Waterford durch den Bischof von Waterford und Lismore, Michael Russell, das Sakrament der Priesterweihe für das Erzbistum San Francisco.
McGrath emigrierte anschließend in die Vereinigten Staaten, wo er als Pfarrvikar der Pfarrei St. Anne of the Sunset in San Francisco und am Kirchengericht des Erzbistums San Francisco tätig war. 1974 wurde Patrick Joseph McGrath für weiterführende Studien nach Rom entsandt, wo er 1977 an der Päpstlichen Lateranuniversität mit der Arbeit A comparative study of the Code of Canon Law and the Civil Code of California regarding marriage („Eine vergleichende Studie des Kodex des kanonischen Rechts und des kalifornischen Zivilgesetzbuchs hinsichtlich der Ehe“) im Fach Kanonisches Recht promoviert wurde. Nach der Rückkehr in seine Heimat wurde McGrath Vizeoffizial und 1979 schließlich Offizial des Erzbistums San Francisco. Ab 1986 wirkte er zusätzlich als Pfarrer der Cathedral of Saint Mary of the Assumption in San Francisco.
Papst Johannes Paul II. ernannte ihn am 6. Dezember 1988 zum Weihbischof in San Francisco und zum Titularbischof von Allegheny. Der Erzbischof von San Francisco, John Raphael Quinn, spendete ihm am 25. Januar 1989 in der Cathedral of Saint Mary of the Assumption in San Francisco die Bischofsweihe; Mitkonsekratoren waren der emeritierte Bischof von Santa Rosa, Mark Joseph Hurley, und der Bischof von Fairbanks, Michael Joseph Kaniecki SJ. McGrath wählte den Wahlspruch Together in Christ („Zusammen in Christus“). Als Weihbischof war er zudem Bischofsvikar für den Klerus und für die Pfarreien sowie Moderator der Kurie.
Am 30. Juni 1998 bestellte ihn Johannes Paul II. zum Koadjutorbischof von San Jose in California. Die Amtseinführung erfolgte am 17. September desselben Jahres. McGrath wurde am 27. November 1999 in Nachfolge von Pierre DuMaine, dessen vorzeitiges Rücktrittsgesuch am selben Tag angenommen worden war, Bischof von San Jose in California.
Papst Franziskus nahm am 1. Mai 2019 sein vorzeitiges Rücktrittsgesuch an. McGrath starb im Mai 2023 im Alter von 77 Jahren an einer Lungenentzündung.

## Schriften
- A comparative study of the Code of Canon Law and the Civil Code of California regarding marriage. Pontificia Università Lateranense, Rom 1977, OCLC 17919244.